# Ulvila

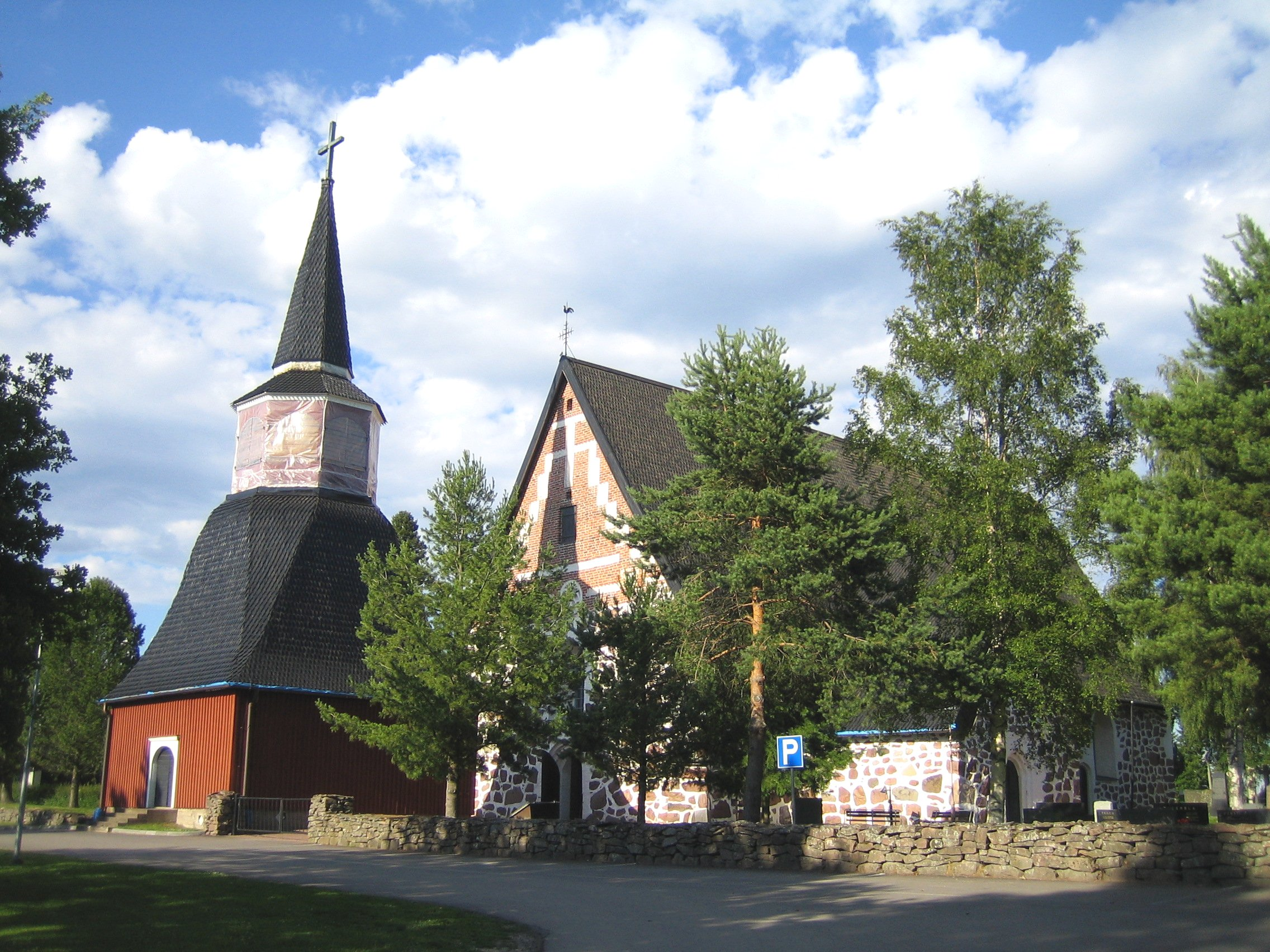
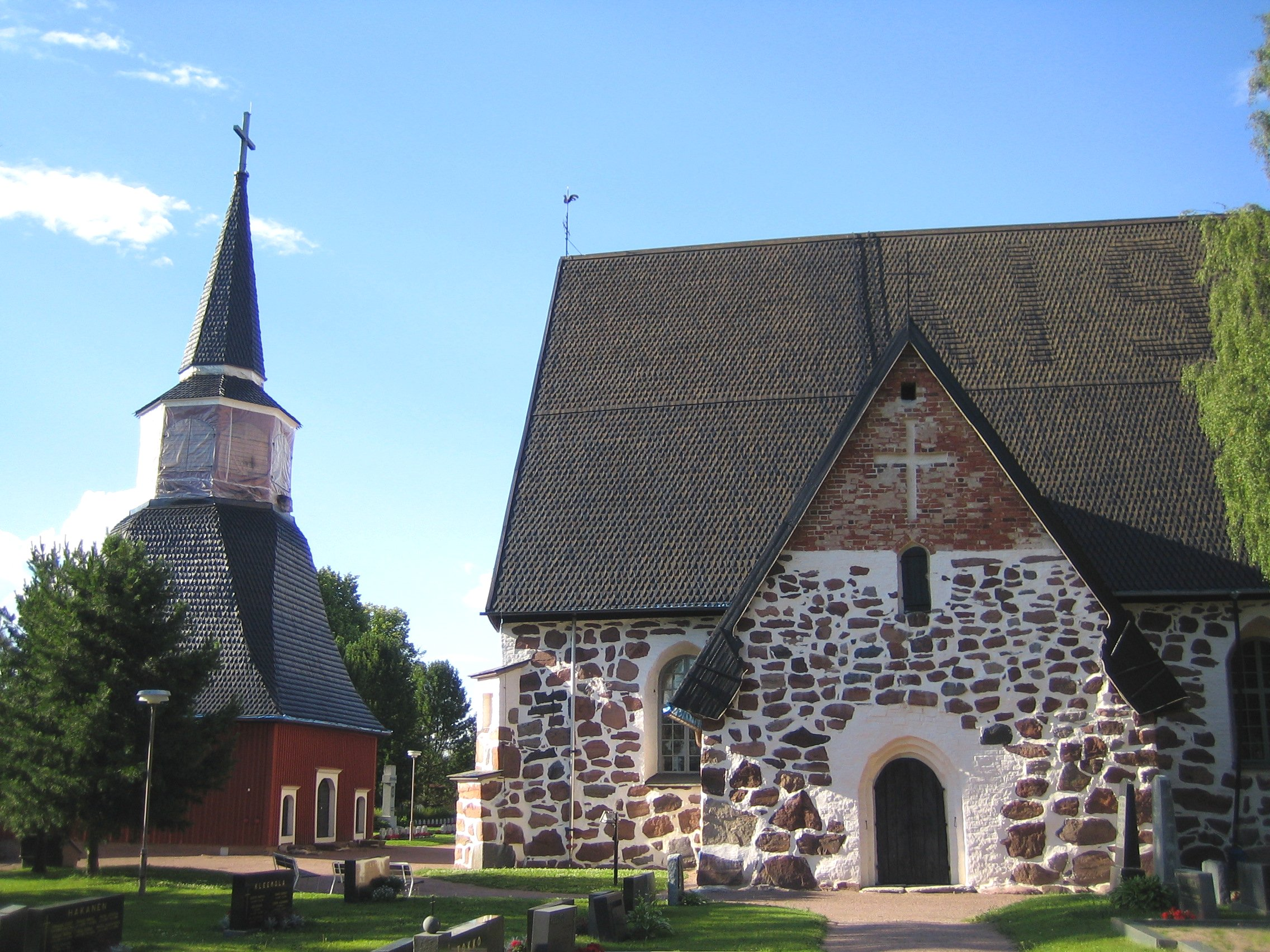

Ulvila (Zweeds: Ulvsby) is een gemeente en stad in de Finse provincie West-Finland en in de Finse regio Satakunta. De gemeente heeft een landoppervlakte van 400,82 km² en telt 12.599 inwoners (2022).